# Schizidium davidi
Schizidium davidi là một loài chân đều trong họ Armadillidiidae. Loài này được Dollfus miêu tả khoa học năm 1887.